# ミクラヴジュ・ナ・ドラフスケム・ポリュ
ミクラヴジュ・ナ・ドラフスケム・ポリュ(Miklavž na Dravskem polju)は、スロベニアの市である。